# Loulouni
Loulouni est une ville et une commune du Mali, dans le cercle de Kadiolo et la région de Sikasso. La commune rurale comprend 28 villages.
En 2005, la population de Loulouni était de 4 863 habitants.

## Politique
| Année | Maire élu          | Parti politique |
| ----- | ------------------ | --------------- |
| 2004  | Bréhima Ouattara   | CNID            |
| 2009  | Youssouf Coulibaly | (Cnid)          |